# 伊凡格林級大型登陸艦
伊凡格林級大型登陸艦 (Большие десантные корабли проекта 11711), 亦可稱為11711型大型登陸艦, 是俄羅斯海軍在蘇聯解體後建造的新型兩棲登陸艦。

## 簡介
伊凡格林級由涅瓦設計局設計，本級首艦伊凡格林在2004年12月23日加里寧格勒州的楊塔爾造船廠鋪設龍骨開工，原定計畫在2008年要完工服役，但因俄國軍費不足，又因此型艦被視為非優先項目，造艦計畫長期擱置，只完成小部分船體。期間還因為船廠忙於印度的巡防艦訂單，更是撥不出人力顧及此建造案。到2008年後，俄國政府才編實經費讓艦艇復工，到2010年的11月底才完成艦體結構。2012年5月18日，伊凡格林號下水進行艤裝工程。
伊凡格林號原定計畫在2014年交付俄羅斯海軍，然而在武備項目上又出現爭議，因此儀裝到2016年才完成，6月該艦在波羅的海海試，2018年正式在俄羅斯海軍成軍。
伊凡格林級的後續量產計畫在2010年秋季敲定，當時俄軍計畫生產總共6艘的11711型登陸艦，但是在吞併克里米亞導致西方經貿制裁，原先向法國採購的西北風級兩棲突擊艦及後續的自產計畫皆受制裁而無法繼續。且俄羅斯媒體聲稱本級艦的船體穩定設計與輪機都有瑕疵，因此在2015年俄軍決定將11711型縮小為2艘，將資源集中在2016年開始研製的兩棲突擊艦計畫上。目前同級艦僅有2014年底決定建造，2015年開工的彼得·莫爾古諾夫號。俄軍兩棲艦隊將續用1960年代建造的短吻鱷級登陸艦與蟾蜍级大型登陆舰。

## 艦艇設計
伊凡格林級的外型是在1990年代以後設計，開始導入低可偵測性技術，改善人員適居性；在設計初期仍保有蘇聯兩棲軍艦重視灘岸支援火力的特性，因此計畫裝設1門A-190艦炮、2座A-215多管火箭發射器，但是在2010年俄羅斯海軍總司令維索茨基上將審查後決定取消所有重火力武備，僅保留艦艇近迫防衛火器及電子支援裝置。
伊凡格林級兩棲酬載設計較為傳統，車輛艙在船體內，艦艏配置左右對開式大門、艦艉裝有車輛跳板，前後艙門皆可在海上開啟讓車輛直接下水。車輛艙可容納13輛60噸級的主力戰車，或36輛履帶/輪型裝甲車，或是30輛卡車，船上配備有可容納約一個營300位士官兵的居住空間。
伊凡格林級上層甲板配置，甲板中段右舷配備一部起重能力16噸的吊車，可以使用它將物資直接吊入車輛艙內，或是在中段甲板擺置機械登陸小艇。甲板後段有直升機甲板與機庫，主要艦載機是2架Ka-29直升機，可以實施小部隊垂直突擊或是直接火力支援。

## 後續發展
原本俄國軍方對此艦性能不滿意而僅打算建造兩艘，但在2019年4月9日由國防部長谢尔盖·绍伊古於高層會議宣布將在4月23日於加里寧格勒開工建造兩艘以此級為藍本的擴大型登陸艦，新版本登陸艦滿載噸位將擴大為8,000噸，船長150公尺、寬19.5公尺、吃水4.5公尺，最高極速18節，續航力5,000海里，艦艇編制操作人力120員。可搭載車輛增加至40輛裝甲車、登陸部隊400員，以及5架Ka-27或Ka-29，大幅增強其旋翼機操作潛力。該會議也宣布同日會有兩艘新型22350M在聖彼得堡北方造船廠起工。

## 同級艦
| 艦名                  | 舷號       | 命名由來           | 造船廠                 | 起造           | 下水          | 服役           | 配屬艦隊   | 狀態       |
| 原级 — 2艘            | 原级 — 2艘 | 原级 — 2艘         | 原级 — 2艘             | 原级 — 2艘     | 原级 — 2艘    | 原级 — 2艘     | 原级 — 2艘 | 原级 — 2艘 |
| --------------------- | ---------- | ------------------ | ---------------------- | -------------- | ------------- | -------------- | ---------- | ---------- |
| 伊凡·格林號           | 135        | 同名苏联海军中将   | 加里寧格勒扬塔尔造船厂 | 2004年12月23日 | 2012年5月18日 | 2018年6月20日  | 北方艦隊   | 服役中     |
| 彼得·莫爾古諾夫號     | 117        | 同名苏联海岸军中将 | 加里寧格勒扬塔尔造船厂 | 2015年6月15日  | 2018年5月25日 | 2020年12月23日 | 北方艦隊   | 服役中     |
| 扩大型 — 2艘          |            |                    |                        |                |               |                |            |            |
| 弗拉基米尔·安德烈耶夫 |            | 同名苏联海军上将   | 加里寧格勒扬塔尔造船厂 | 2019年4月23日  | 2025年5月30日 |                | 太平洋舰队 | 己下水     |
| 瓦西里·特鲁申         |            | 同名苏联陆军少将   | 加里寧格勒扬塔尔造船厂 | 2019年4月23日  | 預計2026年    |                | 太平洋舰队 | 建造中     |

## 外部連結
- Secret Projects – Project 11711 Ivan Gren （页面存档备份，存于）
- Harpoondatabases.com – LST Ivan Gren (Project 11711) class
- Globalsecurity Project 11711 （页面存档备份，存于）
- All Ivan Gren class landing ships – Complete Ship List
- Combat fleet of the world 2012